# Paul Sorauer
Paul Sorauer, född 9 juni 1839 i Breslau, död 9 januari 1916 i Berlin, var en tysk botaniker.
Sorauer var 1871–1893 lärare vid lantbruksakademien i Proskau och föreståndare för dess försöksstation, därefter sakkunnig rådgivare vid biologiska försöksstationen i Berlin och docent i fytopatologi, sedan professor. Han var en framstående växtpatolog och ivrig förkämpe för växtskydd avseende parasitsjukdomar. På detta område författade han viktiga arbeten, särskilt hand- och läroböcker. Han utgav tidskrifterna Zeitschrift für Pflanzenkrankheiten (från 1891) och Zeitschrift zur internationalen Entwicklung des Pflanzenschutzes (från 1908). Han invaldes som ledamot av Leopoldina 1892 och som utländsk ledamot av svenska Lantbruksakademien 1901.
Auktorsnamnet Sorauer kan användas för Paul Sorauer i samband med ett vetenskapligt namn inom botaniken; se Wikipediaartiklar som länkar till auktorsnamnet.